# Спасовка (Красноярский край)
Спасовка— деревня в Рыбинском районе Красноярского края в составе  Новокамалинского сельсовета.

## География
Находится в примерно в 24 километрах по прямой на восток-северо-восток от районного центра города Заозёрный.

## Климат
Климат резко континентальный. Зима суровая, средние температуры января составляют –19—21 °С, критические — от –45 до –52 °С. Лето преимущественно жаркое, солнечное, со средними температурами июля +19—25 °С, максимальные: +34—38 °С. 

## Население
Постоянное население составляло 58 человек в 2002 году (95% русские),  44 в 2010.